# Урретабискайя, Аранча

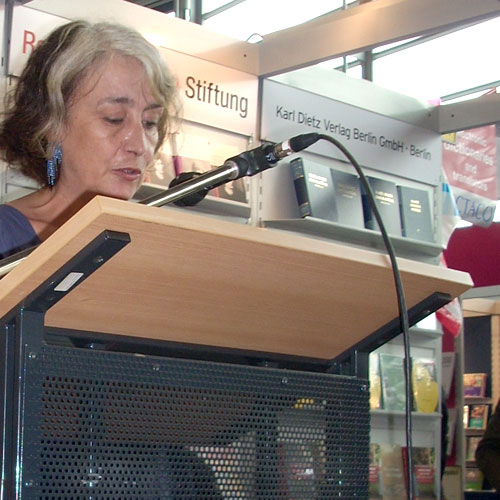
Аранча Урретабискайя, 2006

Аранча Урретабискайя (баск. Arantxa Urretabizkaia Bejarano; 1 июля 1947, Сан-Себастьян) — баскская писательница и поэтесса, сценаристка, переводчица

, киноактриса, журналистка.

## Биография
Закончила исторический факультет Барселонского университета. Переводила на баскский Франца Фанона, социологическую литературу, сотрудничала с Рамоном Сайсарбитория и его издательством. Занималась журналистикой (премия за серию интервью в журнале Zabalik, 2001). Выступает также как сценарист. Сыграла в фильме Иманола Урибе Бегство из Сеговии (1981).
Живёт в Фуэнтеррабиа.

## Стихи
- После ночи Святого Петра / San Pedro bezperaren ondoak (1972, поэма)
- В замке любви / Maitasunaren magalean (1982, Национальная премия критики)
- XX. mendeko poesia kaierak — Arantxa Urretabizkaia (2000, антология)

## Романы
- Почему Пампош? / Zergatik Pampox? (1979, экранизирован в 1986)
- Сатурн / Saturno (1987, исп. пер. 1989)
- Красная тетрадь / Koaderno gorria (1998, исп. пер. 2002, нем. пер. 2007, англ. пер. 2008)
- Три Марии / 3 Mariak (2010, исп. пер. 2011)

## Рассказы
- Aspaldian espero zaitudalako ez nago sekula bakarrik (1983)
- Aurten aldatuko da nire bizitza (1991)

## Признание
Премия Правительства Страны Басков за заслуги перед баскской культурой (1988). Член Королевской академии баскского языка.